# Radøy
Radøy er en tidligere økommune i Hordaland, nu Vestland i fylke i Norge.
Den grænsede i øst til Lindås kommune, over fjordene som ellers omgiver Radøy, ligger Meland i syd, Askøy, Øygarden og Fedje i vest og Austrheim i nord.
Øen Radøy udgør hovedparten af kommunen, men den sydlige del ligger i Lindås kommune. Den er knyttet til fastlandet med hængebroen Alversund bro som fører riksvei 565 over Alverstraumen nordvest for Alvers administrationsby Knarvik.

## Kommunereformen 2020
I forbindelse med kommunereformen blev Radøy lagt sammen med Meland og Lindås. I et fælles kommunestyremøde for Meland, Lindås og Radøy 22. juni 2017 blev det vedtaget at den nye storkommune, som bliver en realitet fra 1. januar 2020, skal hedde Alver. Den nye kommunen vil få rundt 28.000 indbyggere og blive den 33. største målt i indbyggertal i Norge.